# 埃斯巴雷什
埃斯巴雷什（法語：Esbareich，法語發音：[ɛsbaʁɛʃ]）是法国上比利牛斯省的一个市镇，属于巴涅尔德比戈尔区。

## 地理
埃斯巴雷什（42°56'41"N, 0°33'43"E）面积8.68 平方千米，位于法国奧克西塔尼大區上比利牛斯省，该省份为法国西南部内陆省份，北至热尔省，西接大西洋比利牛斯省，南与西班牙接壤，东临上加龙省。
与埃斯巴雷什接壤的市镇（或旧市镇、城区）包括：乌尔德、谢尔戈、锡尼亚克、比诺斯、费雷尔、莫莱翁巴鲁斯、索斯特。
埃斯巴雷什的时区为UTC+01:00、UTC+02:00（夏令时）。

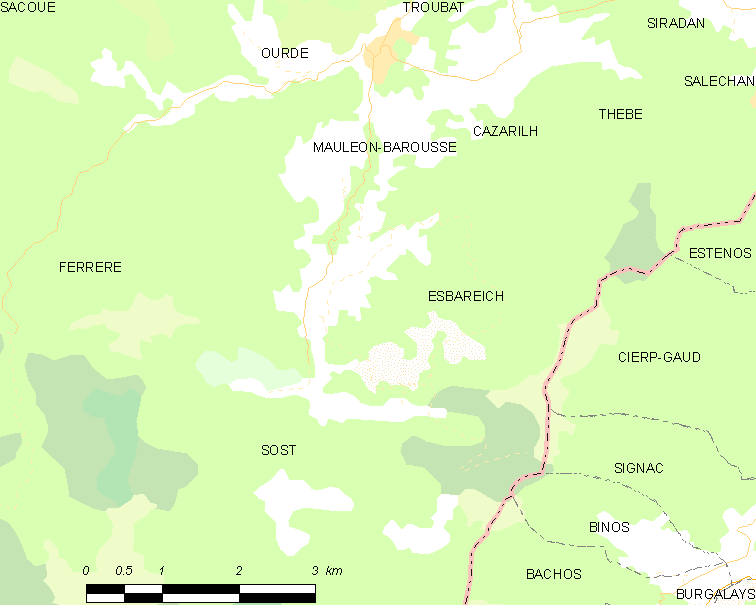
埃斯巴雷什的OSM定位图

## 行政
埃斯巴雷什的邮政编码为65370，INSEE市镇编码为65158。

## 政治
埃斯巴雷什所属的省级选区为巴鲁斯谷县。

## 人口

1962-2008年间埃斯巴雷什人口变化图示

埃斯巴雷什于2022年1月1日时的人口数量为79人。